# Winnie de Pluș
Winnie de Pluș (în engleză Winnie the Pooh) este o franciză media Disney bazată pe Winnie-the-Pooh (1926) și The House at Pooh Corner (1928).
Pluș a fost inițial jucat de Sterling Holloway în trei filmulețe care au fost folosite mai târziu ca segmente în The Many Adventures of Winnie the Pooh (1977). Hal Smith a preluat pentru scurt-metrajul din 1981 Winnie the Pooh Discovers the Seasons, și va rămâne cu rolul până când Jim Cummings a început să îl joace pe Pluș în Noile aventuri ale lui Winnie de Pluș (1988–1991). Cummings a continuat să îl joace pe Pluș (și de asemenea pe Tigru de asemenea) în ziua de azi.

## Legături externe
- The original bear, with A. A. Milne and Christopher Robin, at the National Portrait Gallery, London
- The real locations Arhivat în 23 mai 2015, la Wayback Machine., from the Ashdown Forest Conservators
- Winnie-the-Pooh at the New York Public Library